# 草場 (福岡市)
草場（くさば）は、福岡県福岡市西区の町名。現行の行政地名は、大字草場。面積は183.40ヘクタール。2022年3月末現在の人口は92人。郵便番号は819-0204。

## 地理
福岡市の中心と言われる中央区天神の西側、西区の北西部、糸島半島の根本あたりに位置する。北で小田と、東で今津と、南東で桑原（くわばら）と、西で糸島市志摩桜井と隣接する。

### 通称としての地名
草場は、西浦、宮浦及び小田を合わせた総称して「北崎」と称されることが多い。これらの地区については、1961年（昭和36年）4月1日に福岡市に編入される前に存在した北崎村の一部であったという歴史的なつながりがある。現在、これらの区域は、小学校の校区である「北崎校区」の区域であり、また、地域の自治組織として複数の町内会から構成される「北崎校区自治協議会」の範囲でもある。

### 河川
草場には次の河川が横断している。
- 桜井川（普通河川、志摩桜井を横断して玄界灘に注ぐ二級河川桜井川の上流端）

### 都市計画
都市計画に関しては、「福岡市都市計画マスタープラン」において、農地が広がり農漁村集落が分布する「農業・集落ゾーン」及び緑豊かな山並みや海岸線からなる「山地・丘陵地」等に位置付けられている。区域区分は、市街化調整区域に指定されており、原則として新たな開発行為や建築行為が認められない。ただし、都市計画法で限定的に列挙されている一定の開発行為及び建築行為は認められる。小田において特に指定がなされている区域等については以下のようなものがある。

#### 既存集落
草場の一部の区域においては、市街化調整区域内であっても、日用品販売店舗や分家住宅などの建築物を建築することができる「指定既存集落」の区域が指定されている。

#### 都市計画法第34条第14号に基づく新基準
小田は「福岡市開発審査会附議基準」の2016年（平成28年）6月8日改訂によりできた新基準である「地域産業振興施設」の対象となる区域の一つである北崎小学校区に含まれている。この制度では、地域住民の合意のもと、農林水産業や観光業など、地域産業の振興に寄与する建築物の立地が可能となり、例えば既存集落以外の地域におけるレストラン、カフェ、直売所、宿泊施設（ホテル）、体験・交流施設、観光案内所、土産物屋などが許可の対象とされている。

## 歴史
現行の行政地名大字草場は、1889年（明治22年）からのものである。はじめは小田村、1896年（明治29年）から北崎村、1961年（昭和36年）から福岡市、1972年（昭和47年）からは同市西区の大字である。

## 人口
大字小田の人口の推移を福岡市の住民基本台帳（公称町別）に基づき示す（単位：人）。集計時点は各年9月末現在である。
- 2001年（平成13年）：156
- 2002年（平成14年）：152
- 2003年（平成15年）：154
- 2004年（平成16年）：158
- 2005年（平成17年）：153
- 2006年（平成18年）：151
- 2007年（平成19年）：149
- 2008年（平成20年）：151
- 2009年（平成21年）：150
- 2010年（平成22年）：147
- 2011年（平成23年）：145
- 2012年（平成24年）：131
- 2013年（平成25年）：128
- 2014年（平成26年）：126
- 2015年（平成27年）：123
- 2016年（平成28年）：117
- 2017年（平成29年）：109
- 2018年（平成30年）：109
- 2019年（令和元年）：101
- 2020年（令和2年）：94
- 2021年（令和3年）：96

## 交通
交通に関しては、最も近い公共交通機関としてはバスがある。

### 鉄道
町内に鉄道は通っていない。最寄りの駅は九州旅客鉄道（JR九州）筑肥線の九大学研都市駅であり、距離は道程で約8キロメートルである。

### バス
町内にバス停はないが、最寄りでは昭和自動車株式会社（通称：「昭和バス」）の次のバス停がある。
- 扇原（おうぎばる、糸島市志摩桜井）
- 大原西(おおばるにし、今津)
- 伊都営業所（いとえいぎょうしょ、糸島市志摩桜井）
- 桑原公民館（くわばるこうみんかん、桑原）

### 道路
主な道路は次の通り。
- 福岡県道507号宮ノ浦前原線

## 施設

### 公共公益施設
- 草場構造改善センター（草場の集会所）

### 学校
町内に小学校及び中学校は存在しないが、校区については、次の学校の校区に属する。
- 小学校：福岡市立北崎小学校（小田）
- 中学校：福岡市立北崎中学校（小田）

## 名所・旧跡
- 白木神社（しらきじんじゃ、所在地：草場126-1）
- 草場の盆綱引き（市指定無形民俗文化財、大字草場223-7農協倉庫前の広場[注釈 1]で8月15日に行われる盆行事）[11]
- 柑子岳登山口（こうしだけとざんぐち、今津の柑子岳及び柑子岳城跡へ向かい、白木神社へ通じる登山道の入り口）

## その他
- 玉色農園 cafe59ゆずり葉